# Eunice riojai
Eunice riojai är en ringmaskart som beskrevs av León-Gonzalez 1988. Eunice riojai ingår i släktet Eunice och familjen Eunicidae.
Artens utbredningsområde är Mexikanska golfen. Inga underarter finns listade i Catalogue of Life.